# Michael Lucas
Michael Lucas (* 10. března 1972, Moskva) je umělecké jméno herce, modela, režiséra a producenta s americkým občanstvím a rusko-židovským původem, s občanským jménem Andrej Lvovič Trejvas (rusky Андрей Львович Трейвас).
V ruské domovině studoval práva, v polovině 90. let však odešel do Německa a pak do Francie, aby nakonec zakotvil v USA. Začal nejprve s eskortem, modelingem a také s natáčením gay pornografie pro francouzské studio Jean-Daniela Cadinota pod pseudonymem Ramzes Kairoff. Krátce pak účinkoval v americké produkci Falcon Studios (už jako Michael Lucas) a roku 1998 založil v New Yorku vlastní produkční společnost Lucas Entertainment. Mimořádnou pozornost získal např. roku 2009 se svým snímkem Men of Israel, který se stal prvním pornografickým filmem natočeným přímo na území Izraele s výhradně židovskými herci.

## Ocenění
- 2001 Grabby Awards: Nejlepší nový režisér / Best new director[6][7]
- 2001 GayVN Awards: Nejlepší sólový výkon / Best solo performance v Fire Island Cruising (Lucas Entertainment)[8][9]
- 2007 GayVN Awards: Nejlepší herec / Best actor za Michael Lucas' La Dolce Vita (Lucas Entertainment)[3][10][11]
- 2007 GayVN Awards: Nejlepší „trojka“ / Best threesome spolu s Jasonem Ridgem a Derrickem Hansonem v Michael Lucas' La Dolce Vita[3][10][11]
- 2007 GayVN Awards: Nejlepší režie / Best director spolu s Tonym DiMarcem za Michael Lucas' La Dolce Vita[6][10][11]
- 2007 GayVN Awards: Nejlepší umělecké vedení / Best art direction za Michael Lucas' La Dolce Vita[10][11]
- 2008 XBIZ Awards: Nejlepší režie / Best director[6]
- 2008 Cybersocket Web Awards: Nejlepší osobnost (ocenění laické veřejnosti) / Surfers Choice: Best personality[12][13]
- 2009 GayVN Awards: Síň slávy / Hall of fame[14]
- 2010 HustlaBall Award: Nejlepší americký aktivní herec / Best top (US)[15][16]
- 2011 TLA Gay Awards: Režisér roku / Director of the year spolu s Mr. Pam[17][18]
- 2012 Grabby Awards: Nejlepší režie / Best director spolu s Marcem MacNamerou a Mr. Pam za Assassin (Lucas Entertainment)[6][19]